# Acayucan kommun
Acayucan är en kommun i Mexiko. Den ligger i delstaten Veracruz, i den sydöstra delen av landet. Antalet invånare är  87 267 (2015)
Följande samhällen finns i Acayucan:
- Acayucan
- Corral Nuevo
- Dehesa
- Congregación Hidalgo
- Ixhuapan
- Campo de Águila
- Cirilo Vázquez Lagunes
- San Ángel
- El Hato
- San Miguel
- Aguapinole
- Nuevo Poblado el Hato
- Tierra Colorada
- Paso Limón
- Las Lagunas
- Alfredo Cuadra I. Piña
- Cascajal del Río
- Cabañas
- Colonia Lombardo
- Fredepo
- Nuevo Quiamoloapan
- San Martín
- Loma del Vidrio
- Xalapa Calería
- Nuevos Órganos